# Андронино (озеро)
Андронино (Сатисен-ярви; фин. Satisenjärvi) — озеро на территории Импилахтинского сельского поселения Питкярантского района Республики Карелия.

## Общие сведения
Площадь озера — 0,8 км². Располагается на высоте 52,0 метров над уровнем моря.
Форма озера лопастная, продолговатая: вытянуто с севера на юг. Берега изрезанные, каменисто-песчаные, местами заболоченные.
Из северной оконечности озера вытекает ручей Валкеанойя (фин. Valkeanoja) (в нижнем течении — Хямяляйсеноя, фин. Hämäläisenoja), втекающий в озеро Руокоярви.
В северной части озера расположен остров без названия.
С запада от озера проходит грунтовая дорога без наименования.
Населённые пункты возле озера отсутствуют. Ближайший — посёлок Кителя — расположен в 6 км к югу от озера.
Код объекта в государственном водном реестре — 01040300211102000013728.